# 18872 Тамманн
18872 Тамманн (18872 Tammann) — астероїд головного поясу, відкритий 8 листопада 1999 року.
Тіссеранів параметр щодо Юпітера — 3,369.